# 大叶白树沟瓣
大叶白树沟瓣（学名：Glyptopetalum geloniifolium var. robustum）为卫矛科沟瓣属白树沟瓣的变种，是中国的特有植物。分布于中国大陆的广东、广西、海南等地，一般生于河边、海边以及山坡等处疏林中，目前尚未由人工引种栽培。